# Peter Lamoth
Peter Lamoth (* 1908 in Deta, Komitat Temes, Königreich Ungarn, Österreich-Ungarn; † 1995) war ein rumänischer Physiker, Hochschullehrer und Interessenvertreter der Rumäniendeutschen in der Sozialistischen Republik Rumänien.

## Leben
Peter Lamoth entstammte der Volksgruppe der Banater Schwaben. Der Mathematik- und Physiklehrer war in der Anfang der 1950er Jahre eingerichteten Filiale des Schulbuchverlags in Timișoara als Referent tätig. Er promovierte 1965 zum Doktor der Physik und wurde 1967 zum Professor am Physik-Lehrstuhl der Elektrotechnik-Fakultät der Polytechnischen Universität Timișoara berufen (Dr. Prof. habil. und emeri.). Lamoth war an Forschungsprojekten zu kondensierter Materie, Kristallwachstum unter extremen Bedingungen von Temperatur und Druck sowie Phasenübergängen in Flüssigkristallen beteiligt. Zusammen mit Constantin Sălceanu betreute Lamoth zwischen 1968 und 1976 fünfzehn Doktoranden. Zusammen mit Zeno Schlett hielt er ein Patent für ein „Gesteuertes Magnetschaltgerät“.
Am 15. November 1968 wurde Lamoth in der konstituierenden Sitzung des Rats der Werktätigen deutscher Nationalität der Sozialistischen Republik Rumänien neben Anton Breitenhofer, Richard Winter und Paul Schuster zum Stellvertreter des Vorsitzenden Eduard Eisenburger gewählt. Er war zusammen mit Johann Wolf Teilnehmer der 4. Plenartagung der Berliner Konferenz Europäischer Katholiken.
Lamoth wurde 1970 als „Profesor universitar emerit al Republicii Socialiste România“ (deutsch Verdienter Universitätsprofessor der Sozialistischen Republik Rumänien) geehrt.

## Veröffentlichungen
- Internationalist sein heißt in erster Linie guter Patriot sein. In: Neuer Weg, Bukarest, 24. Januar 1970, S. 1 und 3